# 慕容納
慕容納（4世纪—384年），鮮卑人，十六國時期前燕文明帝慕容皝之子、南燕國皇帝獻武帝慕容德之兄，南燕末主慕容超之父。前燕時封北海王。
公元370年，前燕為前秦所滅後，前秦苻堅破鄴城時，以慕容納爲廣武太守，數年後去官。後來遷居於張掖（今中國甘肅省張掖市）。慕容納之弟慕容德受前秦帝苻堅之命隨軍南征東晉，留下金刀拜別母親公孫氏而去。383年，前秦於淝水之戰敗北，慕容納、慕容德之兄慕容垂趁機起兵山東建後燕，前秦苻昌遂殺慕容納本人及慕容德諸子。慕容纳夫人段氏因怀孕被囚禁起来，本意是等分娩了再处死，但其间获救，生下遗腹子慕容超。
慕容德原是後燕的范陽王。公元397年，當後燕君主慕容寶為北魏所敗之後，後燕被截成南北兩部分。次年慕容德於滑台（今河南滑縣）自稱燕王。公元400年遷廣固（今山東益都西北）稱帝。
慕容納子慕容超隻身到達南燕後，呈獻金刀給慕容德，並告以其祖母也就是慕容德之母臨終的遺言，慕容德聽了之後哀傷不已。將慕容超封為北海王。公元405年，慕容德去世，慕容德諸子早已被苻昌所殺，遂以慕容超繼南燕帝位，改元太上、追諡其父慕容納為穆皇帝。